# Karel Alois z Lichtenštejna
Karel Alois z Lichtenštejna (německy Karl Aloys von und zu Liechtenstein; 16. září 1878 – 20. června 1955) byl člen knížecího rodu Lichtenštejnů.

## Život
Narodil se na zámku Frauenthal jako devátý potomek knížete Alfréda z Lichtenštejna (1842–1907) a jeho ženy Henriety Marie z Lichtenštejna (1843–1931).
V řadách rakousko-uherské armády se zúčastnil bojů první světové války, kde byl těžce raněn. Od 13. prosince 1918 do 15. září 1920 působil jako zemský guvernér v Lichtenštejnském knížectví, de facto vládl jako regent za svého strýce knížete Jana II.
31. března 1921 uzavřel v Stuttgartu civilní šnatek s Alžbětou z Urachu (1894–1962), dcerou princezny Amélie Bavorské a Viléma Karla z Urachu, vévody z Urachu a hraběte z Württembergu. Církevní sňatek proběhl 5. dubna v Tegernsee.
Měli spolu čtyři děti:
- 1. Vilém Alfréd (29. 5. 1922 Frauental – 27. 11. 2006 Vídeň), kníže-velkopřevor Maltézského řádu, manž. 1950 Emma von Gutmannsthal-Benvenuti (14. 5. 1926 Maria Rain – 31. 8. 1984 Vídeň)[4][5]
- 2. Marie Josefa (6. 7. 1923 Hollenegg – 5. 5. 2005 Maria Roggendorf), řeholnice[6]
- 3. Františka (14. 6. 1930 Hollenegg – 23. 4. 2006 Kolín nad Rýnem), manž. 1965 hrabě Rochus von Spee (25. 10. 1925 Borken – 30. 8. 1981 Kolín nad Rýnem)[7]
- 4. Wolfgang (* 25. 12. 1934 Štýrský Hradec), manž. 1970 hraběnka Gabrielle Basselet de La Rosée (* 11. 3. 1949 Isareck)[8]

Karel Alois zemřel 20. června 1955 ve věku 76 let. Byl pohřben v kryptě katedrály svatého Florina ve Vaduzu. Alžběta zemřela v říjnu 1962 a byla uložena k poslednímu odpočinku po boku svého manžela.